# Barcelona, Anzoátegui
Barcelona là một thành phố Venezuela. Thành phố này là thủ phủ bang Anzoátegui. Thành phố có diện tích 76,5 km², dân số thời điểm 2010 là 620.555 người. Đây là thành phố lớn thứ 7 Venezuela. Khu vực này có độ cao 13 m trên mực nước biển. Thành phố có sân bay quốc tế Generál José Antonio Anzoátegui.